# Tadian
Tadian (Bayan ng Tadian) är en kommun i Filippinerna. Kommunen tillhör Bergsprovinsen och ligger på ön Luzon. Folkmängden uppgår till 18 227 invånare.

## Barangayer
Tadian är indelat i 19 barangayer.
| - Balaoa - Banaao - Bantey - Batayan - Bunga - Cadad-anan - Cagubatan - Duagan - Dacudac - Kayan East | - Lenga - Lubon - Mabalite - Masla - Pandayan - Poblacion - Sumadel - Tue - Kayan West |